# Сосновая (губа)
Сосно́вая — губа на юго-западе Белого моря, вдаётся в северную часть острова Соловецкий архипелага Соловецкие острова.

## География
Находится на севере острова Соловецкий. Входными мысами в губу являются Тонкий на западе и Овсянников на востоке. Также западнее расположен мыс Перечь-Наволок. На восточном берегу находится упразднённый в мае 2014 года хутор Новососновая, на юге — посёлок Савватьево. Окружена мелкими озёрами, с которыми соединена протоками, среди них: Бучейное, Куприяново, Большое Остречье, Долгое, Трещанское.
Берега низменные, каменистые, покрытые лесом. Восточный берег несколько приподнят. Западный — более пологий, изрезанный многочисленными заливами. В губе расположено множество мелких островков, среди которых крупнейший — Крестовый, покрытых тундровой растительностью, и банок.
Входит в состав Соловецкого государственного историко-архитектурного и природного музея-заповедника.